# Долой неграмотность (общество, Украина)
Общество «Долой неграмотность» имени В. И. Ленина (укр. Товариство «Геть неписьменність» імені В. І. Леніна) — всеукраинское добровольное общество, созданное в 1923 году по постановлению ВУЦИК от 19 октября для содействия органам народного образования в борьбе с неграмотностью и малограмотностью. Возглавлял его председатель ВУЦИК Г. И. Петровский.
В 1925 году общество имело 1500 ячеек (59 тысяч членов), в 1934 году — 10 тысяч ячеек (около 1 миллиона членов). Непосредственную работу в ячейках проводили учителя, студенты, старшеклассники и вообще образованные люди. Для борьбы с неграмотностью общество привлекало общественность и средства, открывало школы ликбеза, кружки, проводило индивидуальную работу, прибегая иногда к определённым элементам принуждения. Издавало плакаты, советчики, учебники, газету «Долой неграмотность!», журнал «За грамоту». Обучение велось на родном языке учащихся и охватило около 4 миллионов человек. Общество согласовывало свою деятельность с работой Всеукраинской чрезвычайной комиссии по ликвидации неграмотности. Состоялось три республиканских съезда общества (1927, 1929, 1932).
Прекратило деятельность в 1936 году в связи с тем, что было объявлено о полной ликвидации неграмотности среди населения.